# Президентские выборы в Финляндии (1943)
Непрямые президентские выборы состоялись в Финляндии в 1943 году. Избирательная коллегия 1937 года отозвала и переизбрала Ристо Рюти, который получил 269 из 300 голосов. Президент Рюти был готов остаться на своём посту и попытаться успешно провести Финляндию через Вторую мировую войну. Тем не менее, некоторые финские политики полагали, что маршал Маннергейм, главнокомандующий финской армией, будет вести Финляндию более эффективно. В тестовом голосовании 147 президентских выборщиков из 300 поддержали Маннергейма. Однако этого было недостаточно для Маннергейма, который требовал уверенного большинства избирателей, чтобы поддержать его кандидатуру на пост президента. Не получив поддержки этого большинства, Маннергейм снял свою кандидатуру, и Рюти был в подавляющем большинстве переизбран президентом.

## Результаты
| Кандидат                          | Партия                            | Голосов | %    |
| --------------------------------- | --------------------------------- | ------- | ---- |
| Ристо Рюти                        | Национальная прогрессивная партия | 269     | 89,7 |
| Вяйнё Котилайнен                  | Национальная коалиция             | 4       | 1,3  |
| Каарло Юхо Стольберг              | Национальная прогрессивная партия | 1       | 0,3  |
| Карл Густав Эмиль Маннергейм      | независимый                       | 1       | 0,3  |
| Арво Маннер                       | Аграрный союз                     | 1       | 0,3  |
| Недействительные/пустые бюллетени | Недействительные/пустые бюллетени | 24      | 8,0  |
| Всего                             | Всего                             | 300     | 100  |
| Источник: Nohlen & Stöver         |                                   |         |      |